# Naomi Shemer
Naomi Sapir Shemer (in ebraico נעמי ספיר שמר‎?; Kvutzat Kinneret, 13 luglio 1930 – Tel Aviv, 26 giugno 2004) è stata una cantautrice, compositrice e poetessa israeliana.
È stata una delle più importanti e prolifiche autrici di canzoni in Israele, da alcuni considerata la "First Lady delle Canzoni Israeliane". La Shemer scrisse sia i testi che le poesie delle sue canzoni, compose la musica per testi altrui (come la poetessa Rachel) e pose parole ebraiche in noti motivi internazionali (come "Hey Jude" dei Beatles); probabilmente contribuì alla musica israeliana in modo più duraturo di ogni altro compositore. Grazie al suo uso virtuoso del linguaggio, Shemer è stata anche definita come una poetessa, nonostante i suoi scritti pubblici siano sempre stati messi in musica.

## Biografia
Naomi Shemer nacque e crebbe a Kvutzat Kinneret, un kibbutz sulle rive del Mar di Galilea, tra i cui fondatori vi erano i suoi genitori. Nel 1950 servì nell'esercito Israeliano (Israeli Defense Force Nahal) intrattenendo le truppe, studiò musica alla Accademia Rubin di Gerusalemme e tornò sul Mar di Galilea per insegnare le canzoni ai bambini in età prescolare, prima di trasferirsi a Tel Aviv. Nel 1983 ricevette l'Israel Prize per il suo contributo alla cultura israeliana.
Parecchie canzoni di Naomi Shemer hanno la qualità di inni nazionali, poiché fanno emergere emozioni e sentimenti nazionali nei cuori degli israeliani. La sua canzone più famosa di questo tipo è "Yerushalayim shel zahav" ("Gerusalemme d'oro"). La scrisse nel 1967, alcuni giorni prima dell'inizio della Guerra dei sei giorni, quando Israele conquistò Gerusalemme est e il Muro del Pianto divenne nuovamente accessibile agli ebrei. Nel 1968 un parlamentare israeliano presentò una proposta al presidente della Knesset, nel quale si chiedeva la ufficializzazione di questa canzone a inno nazionale di Israele; il progetto fu infine rifiutato, ma questo fatto indica la grande influenza delle canzoni della Shemer.
Naomi Shemer scrisse anche molte canzoni per bambini, incluse canzoni dedicate alle diverse festività ebraiche. Tra le sue canzoni arrivate in Italia va ricordata Il gioco dell'alfabeto, scritta per il 45º Zecchino d'Oro (testo italiano di Francesco Freyrie). Dopo una lunga malattia, si spegne nell'Ichilov Hospital (המרכז הרפואי ת"א ע"ש סוראסקי) di Tel Aviv.

## Principali canzoni
- "Gerusalemme d'oro" (ירושלים של זהב)

Scritta e composta nel 1967 appena prima della Guerra dei Sei Giorni e più tardi riscritta per descrivere la liberazione della Città Vecchia e la riunificazione di Gerusalemme.
- "Per tutte queste cose" (על כל אלה), nota anche come "L'aculeo e il miele" (על הדבש ועל העוקץ).
- "Lu Yehi"

La versione ebraica della famosa canzone dei Beatles Let it Be
- "Ho Rav Chovel" (O Captain! My Captain!)

Traduzione del poema di Walt Whitman e messo in musica dopo la morte di Yitzhak Rabin.
- "Od Lo Ahavti Dai" (Non ho ancora amato abbastanza) (עוד לא אהבתי די)
- "Nel nostro giardino" (אצלנו בחצר)
- "Il gioco dell'alfabeto" (Zecchino d'Oro 2002)